# Jesper Bach
 Der er flere personer med dette navn, se Jesper Bach (fodboldspiller).
Jesper Bach (f. 9. april 1957) blev borgmester i Værløse Kommune 2001. Efter kommunalvalget 2005 og kommunesammenlægningen fortsatte han som borgmester i Furesø Kommune fra 1. januar 2007.
Jesper Bach er cand.jur. og advokat. Han indvalgtes første gang i kommunalbestyrelsen for Værløse Kommune i 1994 for Venstre og blev i 2001 partiets første borgmester i Værløse i nyere tid. Kommunen har ellers været præget af konservative borgmestre og en enkelt socialdemokrat.
Søn af Jørgen Bach, der fra 1970-1982 var borgmester i Greve Kommune.
Foruden borgmesterposten beklæder han posten som formand for økonomiudvalget i Værløse og var som valgt borgmester i Furesø Kommune leder af sammenlægningsudvalget for Farum og Værløse kommuner.
I forbindelse med kommunalreformen modarbejdede Jesper Bach beslutningen om sammenlægningen af de to kommuner, som han mente var til skade for Værløses borgere. Han udtrykte sig i denne forbindelse – og også senere i forbindelse med reformen af den mellemkommunale udligningsordning – stærkt kritisk over for beslutninger truffet af hans partifælle, indenrigsminister Lars Løkke Rasmussen.
Den 29. april 2009 meldte Jesper Bach sig ud af partiet Venstre, efter at han dagen i forvejen havde tabt kampen om at blive opstillet som partiets borgmesterkandidat ved det kommende kommunalvalg.

## Tillidshverv
- Medlem af repræsentantskabet for HNG
- Medlem af repræsentantskabet for beredskabskommissionen for Storkøbenhavn
- Medlem af bestyrelsen for FKKA